# Chilochromis duponti
Chilochromis duponti (Gr.: „cheilos“ = Lippe + „chromis“ = alte Bezeichnung für Buntbarsche) ist eine afrikanische Buntbarschart, die in Niederguinea im Stromgebiet des Chiloango (angolanische Provinz Cabinda bis Demokratische Republik Kongo), im Kouilou-Niari, im unteren Loeme (Republik Kongo) und im Nyanga, sowie im oberen Ngounié (Stromgebiet des Ogooué) in Gabun vorkommt.

## Merkmale
Chilochromis duponti kann eine Länge von 22 cm erreichen und ist unter den Buntbarschen Niederguineas durch seine hervorstehende Schnauze unverwechselbar. Das unterständige Maul enthält mehrere Reihen sehr feiner, spatenförmige Zähne, die eine kammartige Struktur bilden. Die Oberlippe ist breit und dick mit einer markanten Lippenfalte, ein Merkmal, das sich nur noch bei Etia nguti findet. Der Darm ist extrem lang (mehr als das 14fache der Standardlänge) und füllt die gesamte Bauchhöhle aus. Ein Tilapiafleck im weichstrahligen Teil der Rückenflosse fehlt. Der Schwanzstiel ist kurz und hoch und wird von 14 Schuppenreihen umschlossen. Die Kiemenrechen auf der Epibranchiale (Knochenstütze des oberen Astes des Kiemenbogens) sind in Zahl und Größe reduziert oder fehlen ganz. Die Spitze der Bauchflossen (der erste Flossenstrahl) erreicht nur selten (höchstens bei geschlechtsreifen Exemplaren) den Beginn der Afterflosse. Die Fische sind bräunlich bis gelblich mit grauen oder braunen Flossen. An den Körperseiten sieht man ein Längsband, das mehr oder weniger stark ausgeprägt, aber immer zu sehen ist, außerdem einige schwache senkrechte Streifen.
- Flossenformel: Dorsale XVI–XVIII/8–12; Anale III/5–9.
- Schuppenformel: SL 28–31.

Chilochromis duponti ernährt sich hauptsächlich pflanzlich, vor allem von Algen, daneben auch von kleinen Insekten. Wie alle Tilapiini ist er ein Substratlaicher.

## Systematik
Gattung und Art wurden 1902 durch den britischen Ichthyologen George Albert Boulenger beschrieben und seitdem ist Chilochromis duponti die einzige Art der damit monotypischen Gattung geblieben. Exemplare aus Gabun unterscheiden sich jedoch von denen aus dem Kongogebiet und bilden eventuell eine zweite bisher unbeschriebene Art. So haben sie weniger Zahnreihen (5–6 gegenüber 8–9), weniger Schuppen entlang der Seitenlinie (28–29 (selten 30)), mehr Kiemenrechen auf dem unteren Abschnitt des ersten Kiemenbogens (14–17 gegenüber 14–15), während bei ihnen die vertikalen Streifen deutlicher, das Längsband aber schwacher ausgeprägt ist.

## Gefährdung
In der Roten Liste der IUCN wird der Status der Art als ungefährdet (Least Concern) angegeben.